# Атом (Рэй Палмер)
Рэй Палмер (англ. Ray Palmer) — вымышленный супергерой издательства DC Comics, известный под именем Атом, впервые появился в Серебряном веке, в комиксе Showcase № 34 (сентябрь-октябрь 1961 года). Персонаж был назван в честь Рэймонда Палмера.

## История публикаций
Впервые Атом появился на страницах Showcase № 34 (датированный октябрём 1961 года), выпущенного предшественником DC Comics, National Comics. Пионер фэндома комиксов Джерри Бейлз, поддерживающий переписку с Юлиусом Шварцем, написал ему в декабре 1960 года письмо, в котором описал усовершенствованную версию Эла Прэтта, Атома Золотого века. Бейлз и будущий главный редактор Marvel Comics Рой Томас вместе работали над предложенной версией, наследовавшей некоторые элементы от другого героя Золотого века, Долл Мена компании Quality Comics. Гарднер Фокс, ставший в итоге сценаристом серии, написал Бейлзу 1 января 1961 год, сказав, что Шварц передал его письмо дальше:
...поэтому позже я могу написать и дать вам знать, что (об этом молчок) комикс про Атома может выйти в следующем месяце или около того. Я пытаюсь приготовить некоторые "новые" суперспособности для него в... Ваши собственные предложения превосходны и более всего одно, о атомной компрессии его тела, которая станет основной особенностью "нового" Атома. Я видел образцы рисунков того, как он будет выглядеть. ... К настоящему времени предполагается сделать его студентом колледжа, нежели учёным-экспериментатором, как предполагали вы. Это всё разговоры, имейте в виду - ничего определённого.
Шварц написал Бейлзу 6 января, сказав, что он уже планирует новую версию Атома, в струю с новыми версиями Флэша и Зелёного Фонаря, и уже попросил художника Гила Кейна нарисовать пару набросков. Кейн, не зная о предложениях Бейлза, сказал, что он сделал «серию рисунков» на большой доске, включая изображение нового Атома верхом на немецкой овчарке и другое, на котором пистолет стреляет в Атома, который носит костюм, который в итоге и появится на нём в комиксах, но без ремня. Кейн, живший в Джерико, штат Нью Йорк, на Лонг-Айленде, поехал к Тому Никлоси, жившему неподалёку, который раскрасил рисунки. Шварц, увидев рисунки, добавил ремень, деталь, которую Кейн не хотел помещать, поскольку «она нарушает линии костюма.» Шварц рассказывал, что не хотел использовать заново Атома Золотого века, Эла Пратта, и, прочитав о карликовых звёздах, решил, что фрагмент оной может заряжать энергией минютиаризацию героя. Он также добавил, что ранние истории об этом новом Атоме Серебряного века писали он и Фокс. Фокс сказал в 1979 году, «Я сомневаюсь, что идеи Бейлза и Томаса оказал очень много влияния, но мы всё время держали их идеи при себе.»
Своё гражданское имя, Рэй Палмер, персонаж получил в честь редактора научно-фантастического журнала Реймонда Палмера.

## Силы и способности
Атом обладает способностью уменьшать размеры своего тела до субатомного уровня, сохраняя при этом свою обычную силу. Это было достигнуто за счёт использования материи белого карлика в его поясе. Изначально ему приходилось манипулировать своими способностями с помощью пояса и позже с помощью особых движений рукой и лишь потом пояс был синхронизирован с его мозговыми волнами. Атом единственный герой вселенной DC, который может контролировать своё тело на молекулярном уровне на 100 % (другими примерами такого контроля обладают Пластичный человек и Барри Аллен), что делает его более могущественным, нежели его изображают обычно; его возможности ограничены лишь его представлением о своих силах. К примеру, он продемонстрировал способность скользить в воздухе, уменьшив свою массу (симулируя полёт, подобно Чудо-женщине), а увеличив свою массу, он смог пробить бетон. Он также продемонстрировал способность делать свой костюм невидимым по желанию, смещая атомы костюма между этим измерением и другим.
Атом показал свою способность использовать телефонные линии, чтобы добраться до места назначения. При этом он уменьшает свой размер до уровня фотонов и цепляется за один из них, чтобы переместиться вместе с сигналом телефона до абонента на другой стороне телефона.
Среди наиболее впечатляющих применений способностей Атома были попадание в кровяной поток Супермена, где вручную манипулируя атомами он создал Криптонит, а также разрядив Атомический удар Эла Пратта, в тот момент бывшего Чёрным Фонарём, и разорвал его тело пополам, увеличившись до нормальных размеров в нём.
Во время событий Zero Hour Атом получил способность увеличивать свой размер и свои способности мог использовать без устройства на материи белого карлика. Однако по окончании этих событий эти способности были потеряны.
Рэй Палмер стал членом племени Индиго во время Темнейшей ночи и получил световое кольцо, заряженное сочувствием и даровавшее ему способность летать, создавать энергетические конструкции силовые поля. У него также был посох, дававший ему способность дублировать способности других носителей колец эмоционального спектра.
Он также показал способность уменьшать других людей вместе с собой, если ситуация того требует, например он уменьшил себя, Супермена, Флэша, Зелёного Фонаря, Чудо-женщину и Пластического человека, чтобы восстановить связи между семью повреждёнными субатомными частицами, а также уменьшил себя, Сталь, Супергёрл и Супербоя, чтобы излечить Супермена от криптонитовой опухоли. Однако эта его способность является ограниченной — изначально любой, кроме него, кто был уменьшен, взорвётся после двух минут, если не будет возвращён к нормальному размеру, хотя позже он стал способен увеличивать это время примерно до часа.

## Другие версии

### The Dark Knight Strikes Again
Фрэнк Миллер сделал Рэя Палмера одним из главных героев своего комикса The Dark Knight Strikes Again. Он был взят в заключённые Лексом Лютором, который заставил его жить в одной из его собственных чашек Петри на годы, пока его не спасла Девочка-Кошка. Он стал очень важной частью плана по освобождению Кандора, получив доступ к городу, прячась внутри Лары, дочери Супермена и Чудо-женщины. Когда она вступила в битву с Брейниаком, он смог проникнуть в бутылку с городом, чтобы разбить её изнутри и позволить Криптонианцам получить суперспособности, чтобы победить Брейниака.

### League of Justice
В комиксе League of Justice, выпущенном импринтом Elseworlds, появился сильно изменённый вариант Атома — волшебник по имени «Атомус Палмер» (англ. Atomus The Palmer).

### JLA/Avengers
Рэй Палмер является важным персонажем в кроссовере между вселенной DC и вселенной Marvel. Он берёт на себя обязанности Уолли Уэста, когда узнаёт, что во Вселенной Marvel нет Силы Скорости. Так же участвует в схватке Мстителей и Лиги Справедливости против Метрона.

### JLA: Age of Wonders
В комиксе JLA: Age of Wonders Рэй Палмер работает вместе с научным консорциумом, в число которых входили Томас Эдисон и Никола Тесла.

### JLA: Rock of Ages
В JLA: Rock of Ages Атом является частью оставшейся Лиги Справедливости в альтернативном будущем, где Дарксайд захватил Землю. Атом пожертвовал собой, чтобы убить Дарксайда, направив поток фотонов сквозь невидимое силовое поле прямо в его оптический нерв, где выпустил радиацию белого карлика в мозг Дарксайда.

### DC: The New Frontier
Рэй Палмер не стал Атомом в комиксе DC: The New Frontier. В этой вселенной эксперимент по уменьшению материи с помощью линз обернулся взрывом. Его технология была важной в уничтожении Центра, когда Флэш поместил инопланетянина в лучи и он взорвался. Позже, в эпилоге, Атом показан на групповом снимке.

### JLA: The Nail
В комиксах JLA: The Nail и Another Nail Атом часто показан стоящим на плече Флэша, расследующего смерть Человека-ястреба. Он проник на базу Тинкера, чтобы расследовать возможность его вовлечения в заговор против героев, но обнаружил, что Тинкер был мёртв. Ища улики, которые навели бы его на того, кто стоял за всем, Рэй был убит Метаморфо, которому промыли мозги (единственный ещё один герой, способный проникнуть через защиту Тинкера).

### Countdown to Final Crisis
В серии комиксов Countdown to Final Crisis было показано несколько альтернативных версий Рэя Палмера.
- На Земле-6 Рэй Палмер обнаружил солнечные силы и взял имя Луч (англ. Ray — одновременно имя персонажа и обозначение луча).
- На Земле-11 есть женская версия Рэя Палмера.
- Джессика Палмер на Земле-15 является молодым учёным в мире второго и третьего поколения героев.
- На Земле-30, появившейся в комиксе Superman: Red Son Рэй является американским учёным, живущим в России.
- На Земле-51 жизнь юного Рэя сокращена в ходе опасного эксперимента. Этот Рэй никогда не специализировался на уменьшении размеров и не становился супергероем, но работал в Лиге Справедливости в качестве гения и был рождён с сверх-человеческой иммунной системой.

### Flashpoint
В альтернативной временной линией комикса Flashpoint Атом потерял ногу из-за отравления радиацией и стал офицером корректировки в Тюрьме Дум, став контроллёром Эмейзо. В ходе побега из тюрьмы Атом потерял контроль над Эмейзо. Пойманный Иилом О’Брайаном и Тепловой Волной (англ. Heat Wave), он был вынужден отдать им их оружие. После того, как Атом выдал им оружие, Волна проламывает ему череп.

## Вне комиксов

### Телевидение
- В The Superman/Aquaman Hour of Adventure Рэй Палмер появился своём собственном эпизодах и в сегменте Justice League of America вместе с Суперменом, Флэшем, Зелёным Фонарём и Человеком-орлом. Его озвучил Пэт Харрингтон-младший, наиболее известный ролью Шнайдера в ситкоме «Однажды за один раз».
- Рэй также появился несколько раз в The All-New Super Friends Hour и Super Friends, озвученный Уолли Бёрром.
- Атом появился в особом выпуске шоу Legends of the Superheroes. Его сыграл Алфи Уайс.
- Атом появился в пилоте сериала с живыми актёрами Justice League of America, сыгранный Джонном Кэссиром.
- Рэй Палмер был упомянут по имени в эпизоде мультсериала Justice League.
- Рэй Палмер появился в мультсериала Justice League Unlimited, озвученный Джоном МакГинли.
- Появился в Batman: The Brave and the Bold, озвученный Питером Сколари.
- Рэй Палмер появился также в мультсериале Young Justice.

### Фильм
- Рэй Палмер появляется в полнометражном мультфильме Лига Справедливости: Новый барьер, озвученный Кори Бёртоном.

### Сериалы
- Рэй Палмер — персонаж второго плана в сериале «Стрела» (3 сезон). Его роль сыграл Брэндон Раут. В этой интерпретации он показан как супергерой, в летающем робо-костюме (своеобразный Железный Человек из вселенной Marvel). В последней серии 3 сезона он работает над уменьшителем на своем костюме, после чего его лаборатория взрывается. В 4-м сезоне телесериала «Стрела» выясняется, что Рэй выжил и что он полгода был в уменьшенном состоянии. Связавшись с Фелисити Смоук, команда «Стрелы» освобождает его из заточения Дэмиана Дарка, который планировал перехватить технологию уменьшения.
- Рэй Палмер появился в одном из эпизодов телесериала Флэш.
- В сериале «Легенды завтрашнего дня» имеет способность уменьшаться. В эпизоде «Левиафан», он увеличивался, чтобы сразиться с Левиафаном.

## Критика
- Атом получил 144 место в списке «Величайших персонажей комиксов всех времён» журнала Wizard.[16]
- IGN поставил Рэя Палмера на 64-е место в одноимённом списке, заявив, что среди всех супергероев в списке, Рэй Палмер, возможно, является одной из самых мучимых душ, которые можно представить.[17]